# Jacques Decrion
Jacques Decrion es un ex ciclista francés, nacido el 18 de noviembre de 1961 en Besançon (Francia).
Fue profesional desde 1985 hasta 1991, años en los que no consiguió victorias de relevancia.
Su mayor éxito como profesional fue el campeonato francés de medio-fondo en pista en 1986 y la tercera plaza en la general del Tour de Luxemburgo de 1988.

## Palmarés
1986
- Campeonato de Francia de medio fondo en pista

## Equipos
- Skil-Sem (1985)
- Kas (1986-1987)
- Système U (1988)
- Super U-Fiat (1989)
- BH-Amaya Seguros (1990)